# Jacobuskerk (Delfstrahuizen)
De Jacobuskerk is een kerkgebouw in Delfstrahuizen in de Nederlandse provincie Friesland. Het gebouw is een gemeentelijk monument.

## Beschrijving
De hervormde kerk werd in 1908 gebouwd naar ontwerp van architect J. Schreur. De rechtgesloten zaalkerk heeft een geveltoren met ingesnoerde spits. Het kerkgebouw werd later aan de achterzijde uitgebreid. Het kerkorgel uit 1909 is gemaakt door Bakker & Timmenga.
De Jacobuskerk behoort tot de Protestantse gemeente Sintjohannesga-Delfstrahuizen. Daartoe behoort ook  de  Johannestsjerke in Sintjohannesga.